# Zakrzewska Wola (Grójec)
Pour les articles homonymes, voir Zakrzewska Wola.
Zakrzewska Wola (prononciation : [zaˈkʂɛfska ˈvɔla]) est un village polonais de la gmina de Grójec dans le powiat de Grójec de la voïvodie de Mazovie dans le centre-est de la Pologne.
Il se situe à environ 5 kilomètres au nord-ouest de Grójec (siège de la gmina et de la powiat) et à 37 kilomètres au sud de Varsovie (capitale de la Pologne).

## Histoire
De 1975 à 1998, le village appartenait administrativement à la voïvodie de Radom.